# Hypocrites porphyrio
Hypocrites porphyrio là một loài bọ cánh cứng trong họ Cerambycidae.